# Nydamboot

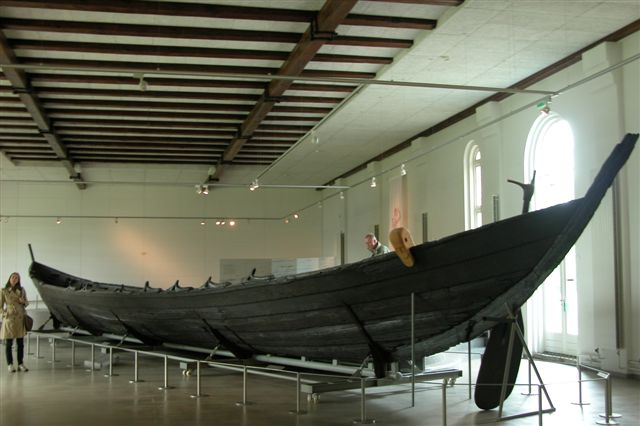
De Nydamboot in het museum in Slot Gottorf te Sleeswijk

De Nydamboot is de oudst bewaard gebleven zeewaardige roeiboot van Scandinavië en dateert uit het begin van de 4e eeuw, aan het einde van de Romeinse ijzertijd. De boot is gemaakt van eikenhout en is circa 23 meter lang bij 3,50 meter breed. De Nydamboot werd in 1863 gevonden in Nydam Mose, vandaag de dag een Jutlands weiland in de omgeving van Vester Sottrup, Denemarken. In de 4e eeuw was het weiland echter een meer dat door veenvorming steeds verder dichtslibde.
De scheepshuid van de boot is overnaads geklonken aangebracht. De boot heeft een aan de zijkant geplaatst roerblad en had vermoedelijk 15 paar roeiriemen. De doorsnede van de romp heeft een afgeronde V vorm. Die vorm bleef behouden op de schepen voor gebruik op beschutte wateren (fjorden, rivieren en meren) tot 900 na Chr. De Nydamboot wordt door haar ontwerp beschouwd als een voorloper van het Vikingschip.
Op de plek waar de boot is gevonden zijn nog 2 andere boten aangetroffen. Bij een archeologische opgraving in 1989 vond men hier tevens grote hoeveelheden wapens en persoonlijke eigendommen uit de periode van 250 tot 550 na Chr. Men vermoedt daardoor dat de plek werd gebruikt voor rituele doeleinden. Een andere theorie is dat, aangezien in de bodem van de Nydamboot opzettelijk gaten waren geboord, het tot zinken werd gebracht om de lading niet in handen van de vijand te laten vallen.
De Nydamboot is vandaag de dag te bezichtigen in het museum in Slot Gottorf te Sleeswijk, Duitsland.

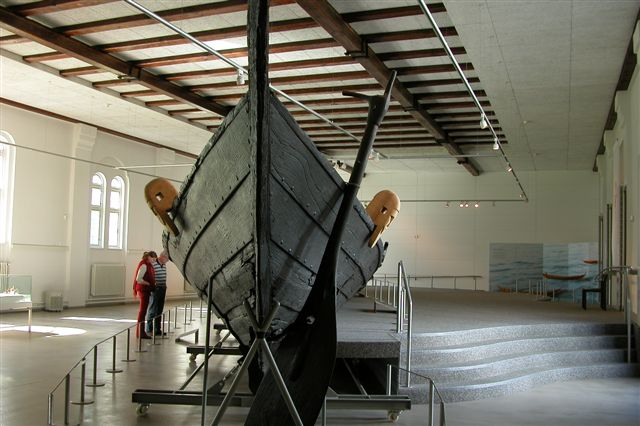
Achteraanzicht
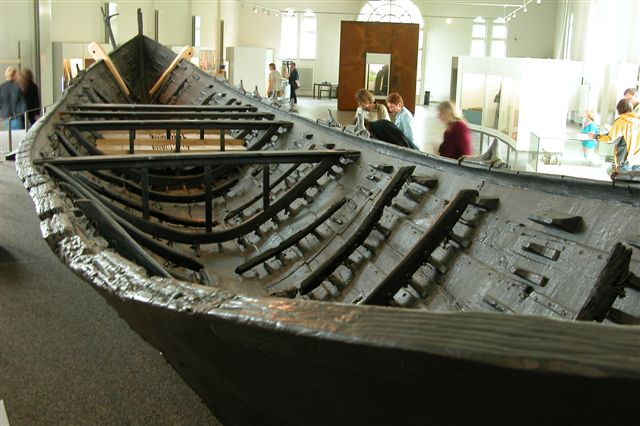
Binnenzijde
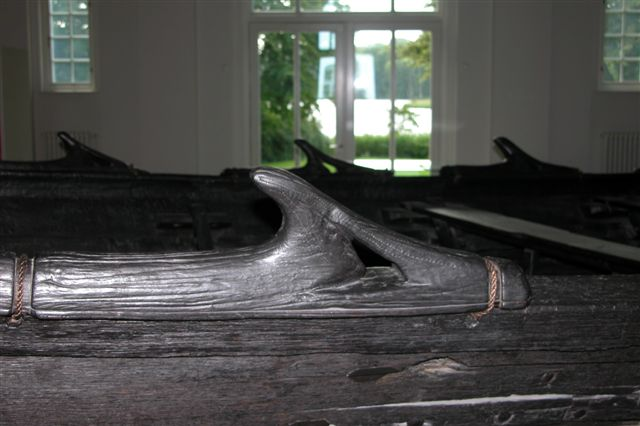
Houten onderdelen voor de roeiriemen
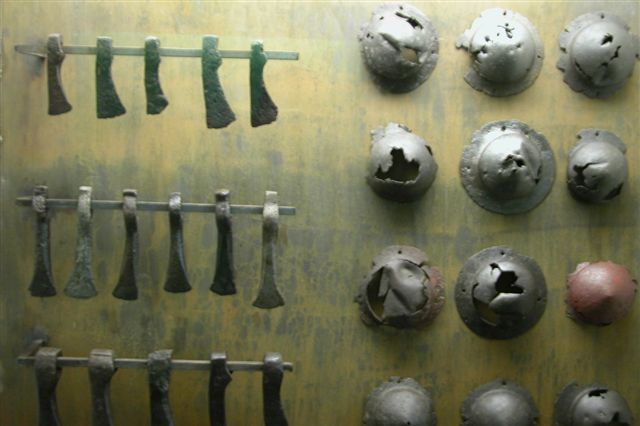
Deel van de archeologische vondsten in Nydam Mose